# فلافيو بريرا
فلافيو بريرا (21 يونيو 1991 في ساو باولو في البرازيل – )؛ هو لاعب كرة قدم كان يلعب كمدافع.

## وصلات خارجية
- فلافيو بريرا على موقع Soccerway.com (الإنجليزية)